# Atheris
Atheris là một chi trong họ rắn lục phân bố trong những khu rừng nhiệt đới ở châu Phi. Chúng được tìm thấy tại khu bảo tồn Takamanda, Cộng hòa Cameroon. Không chỉ có lớp vảy kỳ lạ, loài rắn này còn có khả năng thay đổi màu sắc cơ thể để hòa lẫn với môi trường xung quanh nhằm trốn tránh kẻ thù hay đánh lừa con mồi. Loài rắn này thường không tấn công con người và các động vật to lớn nhưng lượng nọc độc tiết ra sau mỗi cú đớp có thể gây tử vong cho một người trưởng thành.

## Các loài
| Hình ảnh | Loài           | Tác giả phân loại                 | Tên thông dụng | Phân bổ địa lý |
| -------- | -------------- | --------------------------------- | -------------- | --- |
|          | A. acuminata   | Broadley, 1998                    |                | Tây Uganda |
|          | A. anisolepis  | Mocquard, 1887                    |                | Tây bộ Trung Phi: Gabon, Congo, và DR Congo, Bắc Angola |
|          | A. barbouri    | (Loveridge, 1930)                 |                | Vùng núi Udzungwa và Ukinga ở Nam Tanzania |
|          | A. broadleyi   | D. Lawson, 1999                   |                | Cameroon, Cộng hòa Trung Phi, Nigeria, Congo |
|          | A. ceratophora | F. Werner, 1895                   |                | Vùng núi Usambara và Uzungwe ở Tanzania |
|          | A. chlorechisT | (Pel, 1851)                       |                | Tây Phi gồm Guinea-Bissau, Guinea, Sierra Leone, Liberia, Bờ Biển Ngà, Ghana, Togo, Benin, một số ở Nigeria, Cameroon, Guinea Xích Đạo, và Gabon |
|          | A. desaixi     | Ashe, 1968                        |                | Two isolated populations in Kenya: in the forests at Chuka, south-eastern Mount Kenya, and Igembe in the northern Nyambeni range |
|          | A. hirsuta     | R. Ernst & Rödel, 2002            |                | Ivory Coast |
|          | A. hetfieldi   | Ceríaco, Marques, & Bauer, 2020   |                | Bioko island, Equatorial Guinea |
|          | A. hispida     | Laurent, 1955                     |                | Central Africa: DR Congo, south-west Uganda, west Kenya |
|          | A. katangensis | de Witte, 1953                    |                | Restricted to Upemba National Park, Shaba Province in eastern DR Congo |
|          | A. mabuensis   | Branch & Bayliss, 2009            |                | Mount Mabu and Mount Namuli, northern Mozambique |
|          | A. matildae    | Menegon, Davenport & Howell, 2011 |                | south west Tanzania |
|          | A. mongoensis  | Collet & Trape, 2020              |                | Democratic Republic of Congo |
|          | A. nitschei    | Tornier, 1902                     |                | Central Africa from east DR Congo, Uganda and west Tanzania southward to north Malawi and north Zambia. |
|          | A. rungweensis | Bogert, 1940                      |                | southwestern Tanzania, northeastern Zambia, northern Malawi |
|          | A. squamigera  | (Hallowell, 1856)                 |                | West and central Africa: Ivory Coast and Ghana, eastward through southern Nigeria to Cameroon, southern Central African Republic, Gabon, Congo, DR Congo, northern Angola, Uganda, Tanzania (Rumanika Game Reserve), western Kenya, and Bioko Island |
|          | A. subocularis | Fischer, 1888                     |                | Cameroon |